# Kamenskaïa
Kamenskaïa (en russe : Каме́нская) est une série télévisée policière russe, créée par Iouri Moroz et diffusée du 2 janvier 2000 au 30 août 2011 sur Pervi Kanal (première saison), puis sur NTV et sur Rossiya 1. Cette série policière est réalisée d'après les romans d'Alexandra Marinina,.

## Synopsis
La série met en scène Anastassia Kamenskaïa, une femme major de police qui travaille à la Criminelle de Moscou.

## Distribution

### Acteurs principaux
- Ielena Iakovleva : Anastassia Kamenskaïa, femme major de police
- Sergueï Nikonenko : Victor Gordeïev dit Kolobok
- Sergueï Garmach : Iouri Korotkov, major de police
- Andreï Iline : Pr Alekseï Tchistiakov, mari de Kamenskaïa
- Stanislav Doujnikov : capitaine Mikhaïl Dotsenko
- Dmitri Naguiev : capitaine Mikhaïl Lesnikov
- Dmitri Kharatian : Sasha, frère de Kamenskaïa
- Pavel Barchak : lieutenant Igor Dorоchine
- Marina Moguilevskaïa : Liudmila Semenova